# Adolf Brunner (Künstler)
Adolf Brunner (* 17. Februar 1905 in Pforzheim; † 19. April 1975 in Köln) war ein deutscher Künstler und Grafiker, der überwiegend in München gearbeitet hat.
Nach dem Studium bei Hugo Troendle und an der Staatsschule für angewandte Kunst bei Olaf Gulbransson war Brunner als freischaffender Maler und Grafiker tätig. Er schuf vor allem Landschaftsbilder. In der Grafik war die Radierung seine bevorzugte Technik. Bis zu seinem Tod war er der maßgebliche Organisator des Vereins für Original-Radierung in München. Nach seinem Tod hatte der Verein in Brunners ehemaligen Atelierräumen am Ostrand der Theresienwiese erstmals eigene Ausstellungsräume.
Von 1941 bis 1945 leistete Brunner Kriegsdienst. Nach 1945 lebte er jährlich mehrere Monate in der Bucht von Volos in Griechenland.
Werke des Künstlers befinden sich im Lenbachhaus und der Staatlichen Graphischen Sammlung München.
Ein Teil seines schriftlichen Nachlasses befindet sich im Deutschen Kunstarchiv im Germanischen Nationalmuseum in Nürnberg.